# Ruisseau de Peute-Vue
 (mai 2020).
Si vous disposez d'ouvrages ou d'articles de référence ou si vous connaissez des sites web de qualité traitant du thème abordé ici, merci de compléter l'article en donnant les références utiles à sa vérifiabilité et en les liant à la section « Notes et références ».
Le Ruisseau de Peute-Vue est un ruisseau qui coule dans les départements du Doubs et de la Haute-Saône. C'est un affluent de l'Ognon en rive gauche, donc un sous-affluent du Rhône par la Saône.

## Géographie
Le Ruisseau de Peute-Vue prend sa source sur la commune d'Abbenans dans le Doubs à 356m d’altitude sous le nom de Ruisseau de Billebois et s’écoule en direction du nord. Il passe en Haute-Saône en entrant sur la commune de Fallon puis, arrivé à la hauteur du Grand Magny, il s'oriente à l'ouest et change de nom pour devenir le ruisseau de Peute-Vue. Juste en aval du Petit Magny, il alimente un grand étang artificiel, il passe ensuite sous la D486 au carrefour des Chailles puis il se jette dans l'Ognon.

## Affluent
Le ruisseau de Peute-Vue n'a pas d'affluent référencé dans la base SANDRE.

Son rang de Strahler est donc de un.

## Communes traversées
Le ruisseau de Peute-Vue traverse une commune située dans le département du Doubs : Abbenans
et deux communes situées en Haute-Saône : Fallon et Les Magny.

## Hydrologie
Le ruisseau de Peute-Vue présente des fluctuations saisonnières de débit assez marquées.